# Der Lange Stein (Einselthum)
Der Lange Stein ist ein Menhir in Einselthum im Donnersbergkreis in Rheinland-Pfalz.

## Lage und Beschreibung
Der Lange Stein befindet sich nordwestlich von Einselthum auf einem Feld kurz unterhalb des höchsten Punktes einer Erhebung. Der umliegenden Flur „Am Langen Stein“ hat er ihren Namen gegeben.
Der Menhir besteht aus lokalem Kalkstein; das nächste Vorkommen ist nur 800 m entfernt und liegt dicht unter der Oberfläche. Er hat eine Höhe von 160 cm, eine Breite von 140 cm und eine Tiefe von 55 cm. Die Schmalseiten sind ungefähr nord-südlich orientiert. Der Stein ist plattenförmig und im oberen Bereich stark verrundet. Seine Oberfläche ist stark verwittert und weist zahlreiche Löcher auf. Ein besonders großes Loch auf etwa zwei Drittel seiner Höhe geht von einer Breitseite zur anderen. Die südliche Schmalseite weist eine tiefe Furche auf.
1071 wurde der Stein erstmals urkundlich erwähnt. Hierbei handelt es sich weltweit um die erste schriftliche Erwähnung eines Menhirs. 1960 fand eine archäologische Untersuchung des Menhirs und seines Umfelds statt. Hierbei wurde festgestellt, dass der in der Erde steckende Fuß des Langen Steins recht glatt ist. Er war also vor seiner Aufstellung nicht lange der Witterung ausgesetzt. Drei besondere Befunde traten im Umfeld des Steins zutage: Nordöstlich eine Grube mit Brandresten, südwestlich ein Steinpflaster mit Brandspuren und südöstlich mehrere Kalksteinblöcke, die wohl zu einer Grabkammer gehörten. Da innerhalb der Kammer keinerlei Funde gemacht wurden, wurde sie als Kenotaph (Scheingrab) angesprochen. Die einzigen Funde aus der Umgebung des Menhirs waren Scherben der Rössener Kultur. Insgesamt weist das Befund-Ensemble eine verblüffende Ähnlichkeit mit dem Menhir von Benzingerode in Sachsen-Anhalt auf, um den ebenfalls eine Brandgrube, ein Steinpflaster und ein fundleeres Steinpackungsgrab angeordnet sind.

## Der Lange Stein in regionalen Sagen
Um den Menhir ranken sich mehrere Sagen: So soll unter ihm ein Graf oder General von Langenstein bestattet sein, der in der Nähe in einer Schlacht gefallen war. Außerdem gibt es Sagen, die den Stein mit dem Dreißigjährigen Krieg, mit Raubrittern und mit der französischen Besatzung der Pfalz in Verbindung bringen.